# 敘利亞-瑪拉巴禮天主教沙姆薩巴德教區
敘利亞-瑪拉巴禮天主教霍蘇爾教區是東儀天主教敘利亞-瑪拉巴禮天主教會的一個教區，教座位於印度泰倫加納邦沙姆薩巴德，轄區包括該教會在印度沒有成立教區的各地區，共23邦、4聯邦轄地包括兩個群島。直屬大總主教。
教區成立於2017年10月10日，2017年有88名司鐸、130,000教友、11個堂區。現任教區主教為辣斐爾·塔蒂爾。